# Pras
Праказрел Самюэль Мишель (англ. Prakazrel Samuel Michel; 19 октября 1972, Бруклин, Нью-Йорк, США), более известный под вседонимом Pras — американский рэпер, актёр и музыкальный продюсер, один из участников хип-хоп-группы The Fugees.

## Ранняя жизнь
В 1994 году, когда группа Fugees записывали свой первый альбом «Blunted on Reality», Pras посещал Ратгерский и Йельский университеты, позднее получив две специальности — психология и философия.

## Карьера в кино
В 1999 году дебютировал как актёр, сыграв небольшую роль в комедии «Таинственные люди». В 2007 сыграл Сэндмена в фильме Абеля Феррары «Сказки стриптиз-клуба». В 2008 Pras стал одним из продюсеров фантастического боевика «Хроники мутантов», а также сыграл второстепенную роль капитана. В 2015 он выступил ассоциированным продюсером драмы «Убить трубача».